# マウリツィオ・アリーナ
マウリツィオ・アリーナ（Maurizio Arena、1933年12月26日 - 1979年11月21日）は、イタリアの俳優。

## 出演作品
- ヴィーナスのサイン - 1955年
- 貧しいが美しい男たち - 1956年
- 美しいが貧しい娘たち - 1957年
- 貧しい富豪たち - 1959年
- 白い電話 - 1976年